# Stanford Parris
Stanford Elmer Parris (* 9. September 1929 in Champaign, Illinois; † 27. März 2010 im Mathews County, Virginia) war ein US-amerikanischer Politiker. Zwischen 1973 und 1991 vertrat er zwei Mal den Bundesstaat Virginia im US-Repräsentantenhaus.

## Werdegang
Stanford Parris besuchte die öffentlichen Schulen seiner Heimat in Illinois. Danach studierte er bis 1950 an der University of Illinois in Champaign. Während des Koreakrieges diente er zwischen 1950 und 1954 in der Air Force. Für seine militärischen Leistungen erhielt er unter anderem das Distinguished Flying Cross, die Air Medal und das Purple Heart. Nach einem Jurastudium an der George Washington University in Washington, D.C. und seiner 1958 erfolgten Zulassung als Rechtsanwalt begann er in Alexandria in diesem Beruf zu arbeiten. Später wurde er Präsident einer Chrysler-Niederlassung in Woodbridge (1965) sowie des Flying Circus Aerodrome, einer Air Show (1971). Zwischenzeitlich arbeitete Parris auch als Pilot. Gleichzeitig schlug er als Mitglied der Republikanischen Partei eine politische Laufbahn ein. Von 1964 bis 1967 gehörte er dem Bezirksrat im Fairfax County an; von 1969 bis 1972 saß er im Abgeordnetenhaus von Virginia.
Bei den Kongresswahlen des Jahres 1972 wurde Parris im achten Wahlbezirk von Virginia in das US-Repräsentantenhaus in Washington gewählt, wo er am 3. Januar 1973 die Nachfolge von William L. Scott antrat. Im Jahr 1974 wurde er als Folge der Watergate-Affäre, die vielen republikanischen Kandidaten schadete, nicht wiedergewählt. Von 1975 bis 1977 war Parris Mitglied der Kommission zur Überarbeitung der Gesetzgebung im Bundesbezirk District of Columbia. Bei den Wahlen des Jahres 1980 wurde Stanford Parris erneut im achten Distrikt seines Staates in den Kongress gewählt, wo er am 3. Januar 1981 Herbert Harris wieder ablöste, der 1975 sein Nachfolger geworden war. Nach vier Wiederwahlen konnte er bis zum 3. Januar 1991 im Parlament verbleiben. Er war unter anderem Mitglied im Ausschuss für Wissenschaft und Technologie. Im Jahr 1990 wurde er nicht wiedergewählt.
Zwischen 1991 und 1995 war Parris Präsident der Saint Lawrence Seaway Development Corporation. Er starb am 27. März 2010 auf seinem Anwesen im Mathews County an Herzversagen.